# Harry Dean Stanton
Harry Dean Stanton (Irvine (Kentucky), 14 juli 1926 – Los Angeles, 15 september 2017) was een Amerikaans acteur, musicus en zanger.

## Loopbaan
Stantons carrière omspant ruim zestig jaar. De acteur met het karakteristieke, verweerde gezicht was vooral bekend van de film Paris, Texas van regisseur Wim Wenders, waarin hij de hoofdrol vertolkte. Ook was hij te zien in films als Kelly's Heroes, Dillinger, Alien, Repo Man, Pretty in Pink, The Last Temptation of Christ, The Green Mile en The Pledge.
Stanton was geregeld te zien in films van regisseur David Lynch. Zo had hij rollen in Wild at Heart, The Straight Story, Inland Empire en Twin Peaks: Fire Walk With Me. De rol van Twin Peaks-inwoner Carl Rodd speelde hij  opnieuw in het derde seizoen van de televisieserie Twin Peaks, dat werd uitgezonden in 2017. Bij de opnames was Stanton 90 jaar oud.
Harry Dean Stanton overleed in 2017 op 91-jarige leeftijd in een ziekenhuis in Los Angeles.

## Filmografie
- The Wrong Man (niet op aftiteling) (1956)
- Tomahawk Trail (als Dean Stanton) (1957)
- The Proud Rebel (als Dean Stanton) (1958)
- The Adventures of Rin Tin Tin (1958, meerdere episodes)
- Man with a Camera (1958, een episode)
- Bat Masterson (1959, een episode)
- Pork Chop Hill (1959, niet op aftiteling)
- The Rifleman (Tension, Clemmie Martin) (1959)
- Alfred Hitchcock Presents (1960, een episode)
- The Lawless Years (1961, meerdere episodes)
- The Law and Mr. Jones (1961, episode "The Enemy")
- How the West Was Won (1962, niet op aftiteling)
- Hero's Island (1962, als als Dean Stanton)
- Daniel Boone (Crane) (1964)
- Ride in the Whirlwind (1966)
- The Hostage (1966)
- Cool Hand Luke (1967, als Dean Stanton)
- The Mini-Skirt Mob (1968)
- Day of the Evil Gun (1968)
- Daniel Boone (Jeb Girty) (1969, als Dean Stanton)
- Kelly's Heroes (1970, als Dean Stanton)
- Two-Lane Blacktop (1971)
- Cisco Pike (1972, als H.D. Stanton)
- Dillinger (1973)
- Pat Garrett & Billy the Kid (1973)
- Where the Lilies Bloom (1974)
- Rancho Deluxe (1974)
- The Godfather Part II (1974)
- Cockfighter (1974)
- Farewell My Lovely (1975)
- The Missouri Breaks (1976)
- Renaldo and Clara (1978)
- Straight Time (1978)
- Wise Blood (1979)
- The Rose (1979)
- Alien (1979)
- La Mort en direct of Death Watch (1980)
- The Black Marble (1980)
- Private Benjamin (1980)
- UFOria (1981)
- Escape from New York (1981)
- Young Doctors in Love (1982)
- One From the Heart (1982)
- Christine (1983)
- Paris, Texas (1984)
- Red Dawn (1984)
- Repo Man (1984)
- Terror in the Aisles (1984)
- The Care Bears Movie (1985)
- One Magic Christmas (1985)
- Fool for Love (1985)
- Pretty in Pink (1986)
- Faerie Tale Theatre (1987)
- The Last Temptation of Christ (1988)
- Mr. North (1988)
- Stars and Bars (1988)
- Twister (1989)
- Wild at Heart (1990)
- Twin Peaks: Fire Walk With Me (1992)
- Hotel Room (1992)
- Never Talk to Strangers (1995)
- The Band – The Authorized Video Biography (1995, als verteller)
- Down Periscope (1996)
- She's So Lovely (1997)
- Fire Down Below (1997)
- Fear and Loathing in Las Vegas (1998)
- The Mighty (1998)
- The Straight Story (1999)
- The Green Mile (1999)
- The Pledge (2001)
- The Man Who Cried (2001)
- Sonny (2002)
- Anger Management (2003)
- Straight to Hell: The Alex Cox Collection (2003)
- Chrystal (2004)
- The Big Bounce (2004)
- Two and a Half Men (2004, aflevering "Back Off, Mary Poppins")
- The Wendell Baker Story (2005)
- Alien Autopsy (2006)
- You, Me and Dupree (2006, niet op aftiteling)
- Inland Empire (2006)
- Alpha Dog (2007)
- The Good Life (2007)
- The Open Road (2008)
- Big Love (2008-2009, 39 afl. )
- Fourth War (1990)
- Alice (2009)
- Chuck (2010)
- Mongo Wrestling Alliance (2011)
- Rango (2011)
- This Must Be the Place (2011)
- The Avengers (2012)
- Seven Psychopaths (2012)
- Last Stand (2013)
- Twin Peaks (2017, 5 afl.)
- Lucky (2017)[3]